# Azahares para tu boda
Azahares para tu boda es una película de comedia y drama mexicana de 1950, dirigida por Julián Soler, y pratagonizada por Sara García, Marga López, Fernando Soler, Andrés Soler, Joaquín Pardavé, Domingo Soler, Joaquin Cordero y Silvia Pinal. Esta película está basada en la obra teatral Así es la vida de Arnaldo Malfatti y Nicolás de las Llanderas.
Esta es la única película en la cual participan los hermanos Soler juntos ya que Fernando Soler interpreta a Ernesto, el padre de familia; Andrés Soler interpreta al Sr. Cabrera, un amigo de la familia; Domingo Soler interpreta a Alberto, el hermano de Eloisa y cuñado de Ernesto y Julián Soler participa en la dirección de la película.

## Argumento
Sara García interpreta a la madre de una familia mexicana de principios del siglo XX, abnegada y sumisa. Apoya a su esposo Ernesto (Fernando Soler) que impide el enlace matrimonial de su hija Felicia (Marga López) con Carlos (Eduardo Noriega) por las creencias religiosas del mismo; con ello provoca la soltería de Felicia que se convertirá en el drama principal de la historia. También es testigo del abandono del hogar paterno por parte de sus hijos, quienes solo regresan después de la muerte de su madre (Sara Garcia).

## Elenco
- Fernando Soler como Ernesto.
- Sara García como Eloísa.
- Joaquín Pardavé como Don Bodroz.
- Marga López como Felicia.
- Domingo Soler como Alberto.
- Andrés Soler como Sr. Cabrera
- Fernando Soto "Mantequilla" como Rosendo.
- Prudencia Griffel
- Rodolfo Landa como Luis.
- Hortensia Constance como Adela.
- Margarita Cortés como Felipa.
- Anabel Gutiérrez como Margarita.
- Freddy Fernández "El Pichi" como Eduardo (joven).
- Joaquín Cordero como Eduardo (adulto).
- Antonio R. Frausto
- Eduardo Noriega como Carlos.
- Silvia Pinal como Tota.
- Lupe Carriles como Sirvienta fea (sin crédito).
- Florencio Castelló como Hombre Español (sin crédito).
- Pascual García Peña como Amigo de Alberto (sin crédito).
- Queta Lavat como Nieta (sin crédito).
- Francisco Ledesma como (sin crédito).
- Chel López como Amigo de Alberto (sin crédito).
- Nicolás Rodríguez como Tendero Español (sin crédito).

## Otras versiones
Sobre la misma obra teatral hay otros dos filmes de Argentina:
- Así es la vida, dirigida en 1939 por Francisco Mugica.
- Así es la vida, dirigida en 1977 por Enrique Carreras.